# Relations entre l'Algérie et l'Espagne
Les relations entre l'Algérie et l'Espagne se réfèrent aux relations bilatérales, diplomatiques et culturelles entre la République algérienne démocratique et populaire et le royaume d'Espagne.

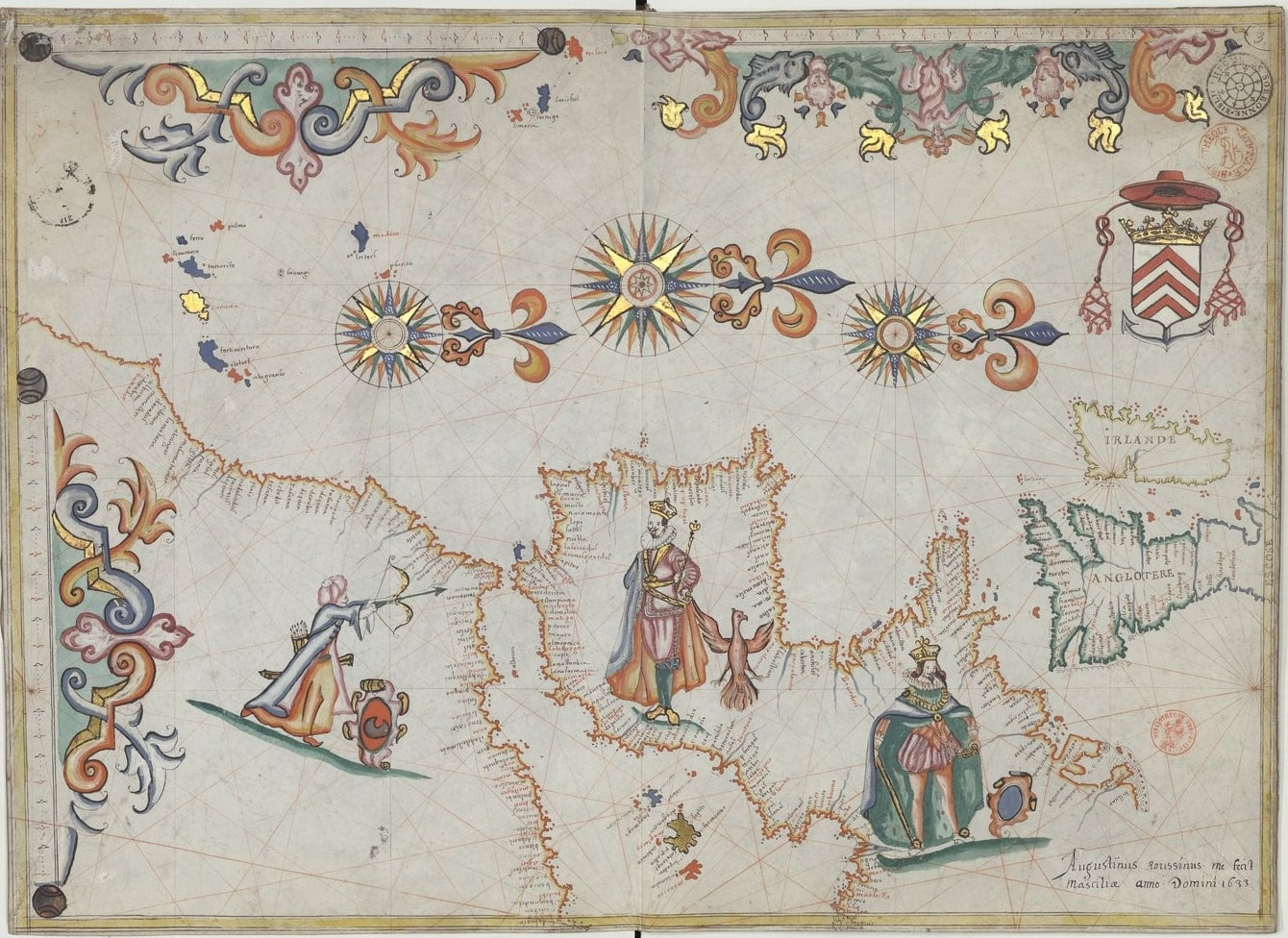
Carte de 1633 représentant les rapports de force en Méditerranée au xviie siècle: un archer maure (le « sultan d'Alger ») menace de son arc le roi d'Espagne Philippe IV tandis que Louis XIII, roi de France, les surveille. Manuscrit enluminé de la Bibliothèque nationale de France.

## Relations officielles
Les deux pays sont membres à part entière de l'Union pour la Méditerranée, plateforme de dialogue et de coopération fondée en 2008 à l'initiative du président français Jacques Chirac et rassemblant quarante-deux pays du bassin méditerranéen.

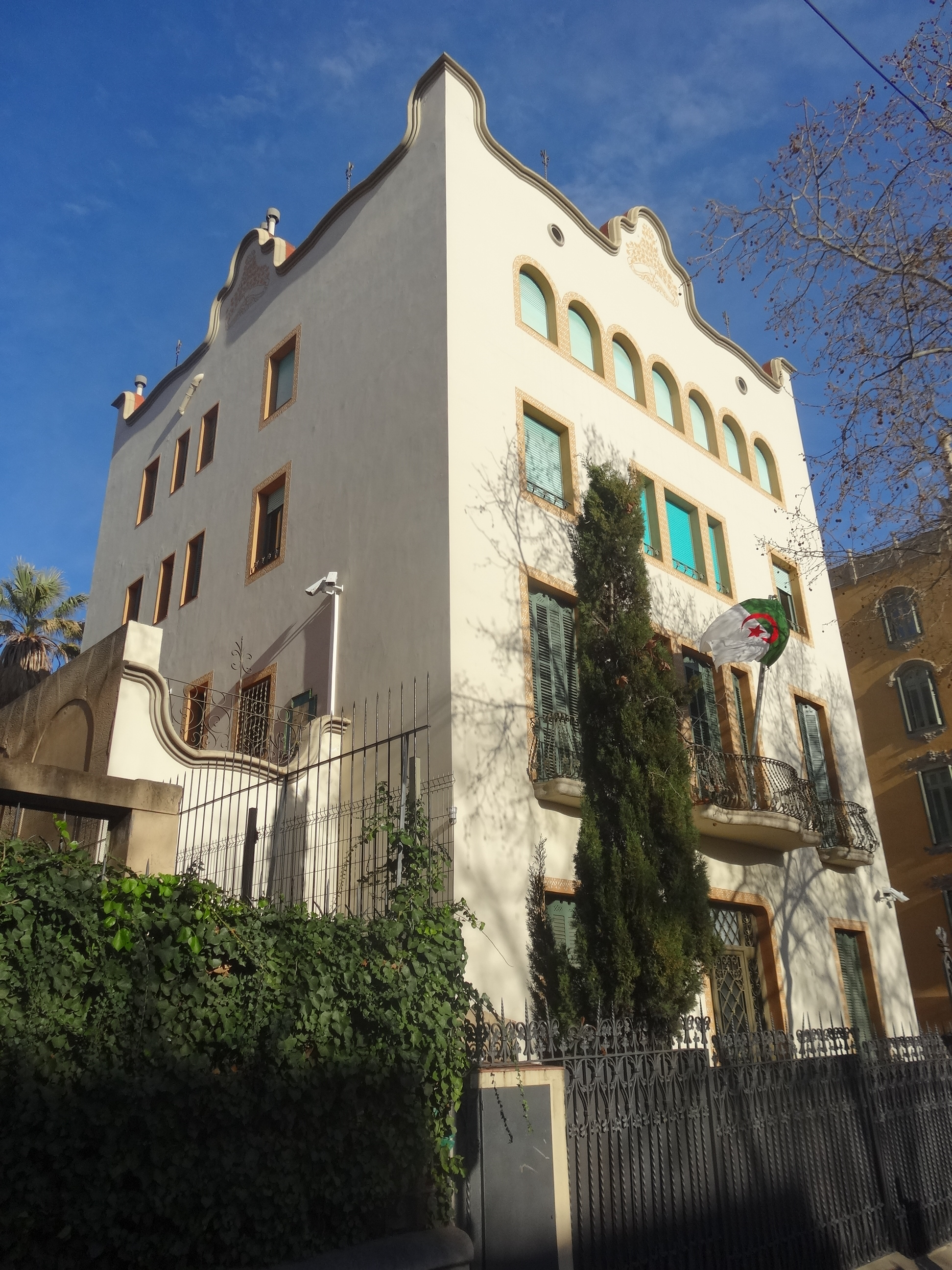
Consulat d'Algérie à Barcelone.

L'Espagne maintient une ambassade à Alger et un consulat à Oran, l'Algérie est représentée en Espagne par son ambassade à Madrid et des consulats à Alicante et Barcelone.

## Historique des relations
La péninsule ibérique et le Maghreb central ont fait partie à certains moments de l'histoire antique ou médiévale du même espace politique, comme l'Empire romain ou les califats musulmans.
Le sultanat de Béjaïa (Bougie-Constantine, à peu près indépendant dès 1294) aurait été la première entité à conclure un traité de commerce et de navigation avec la commune de Marseille puis avec le royaume d'Aragon vers 1300.

### Conflits entre la régence d'Alger et le royaume d'Espagne
Avec la primauté musulmane en Méditerranée à l'époque médiévale, de grandes villes maritimes telles que Béjaïa, Alger, et Oran naissent ou s’épanouissent sur la rive sud.
Après l’achèvement de la Reconquista en 1492, l'Espagne tente de s'implanter sur la rive sud de la Méditerranée ibéro-africaine, notamment dans les ports du Maghreb central. Elle occupe Melilla en 1497, Mers el Kébir en 1505, le Peñón de Vélez en 1508, Oran en 1509, ainsi que Mostaganem, Tlemcen, Ténès et le Peñon d'Alger en 1510, suivis de Béjaïa.
Toutefois, dès 1516, les frères Barberousse s’implantent à Alger. En 1518, ils se placent sous la protection du Sultan ottoman, et en 1529, la forteresse du Peñón est libérée. Avant même cette date, Alger rayonnait sur tout le Maghreb central, y déployant rapidement ses colonnes et y installant ses garnisons. Dès lors, le pays s’oppose aux Espagnols et les menace.
Les expéditions de Charles Quint contre Alger en 1541, ou celles de ses subordonnés d’Oran contre Tlemcen en 1543 et contre Mostaganem en 1558, ne changèrent rien à cette situation. D’ailleurs, après l’échec à Mostaganem, qui entraîne l’abandon des projets d’alliance marocaine, une nouvelle ère commence. Inaugurée par Philippe II, elle est marquée par la prudence et le calcul.
Finalement, attaqués jusque dans Oran même, les Espagnols, à bout de ressources, durent se limiter à une posture défensive. En dernier lieu, certains châteaux de cette place ayant été capturés, ils sont contraints de capituler.

#### Le place d'Oran (1509-1708, 1732-1791)

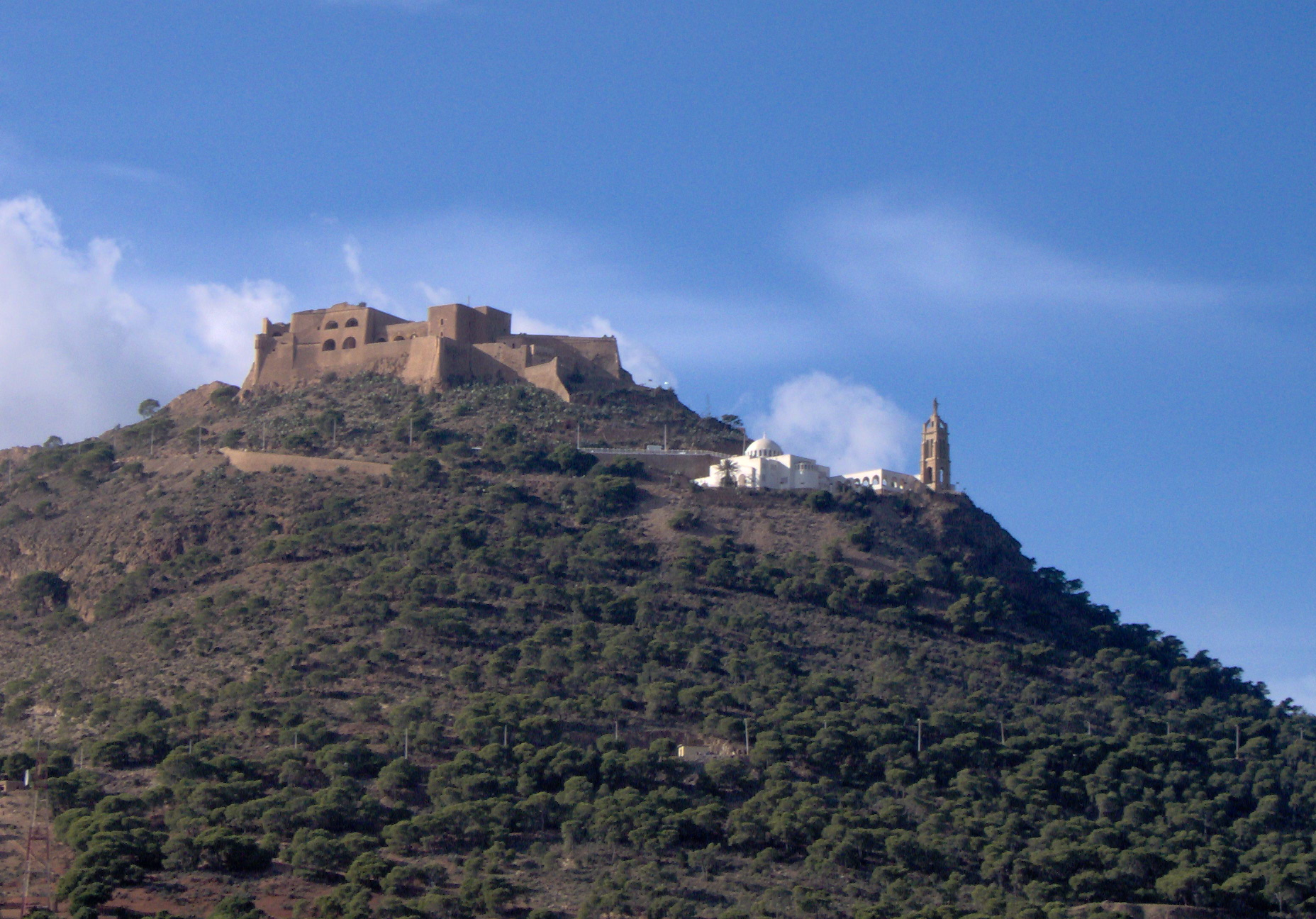
Le fort de Santa Cruz à Oran.

En 1505, les Espagnols débarquent à Mers-el-Kébir et s'engagent dans la première expédition organisée contre Oran. La prise de la ville d'Oran par l'armée du cardinal Francisco Jiménez de Cisneros, commandée par Pedro Navarro, eut lieu le 17 mai 1509. 
Après l'occupation, les premiers gouverneurs d’Oran ont mis en place un dispositif militaire qui leur permettait de mener des opérations de grande envergure. Cependant, cette politique offensive échoua face à la contre-offensive turque et à la menace constante des tribus algériennes hostiles. Finalement, les Espagnols se replièrent sur eux-mêmes, adoptant un modèle d'« occupation restreinte ». Ils se concentrèrent alors sur l'édification d'un système de défense efficace, marqué par la restructuration des murailles et la construction de nouvelles fortifications.
Tout au long du XVIIe siècle, les Algériens tentent de libérer Oran et Mers-el-Kébir. Bien que ces tentatives militaires échouent, la pression exercée par les Algériens ne faiblit pas. Un événement inattendu, la guerre algéro-marocaine de 1701, favorise un rapprochement entre la régence d'Alger et l'Espagne. Cependant, la répression de la tribu des Béni Amer en 1703 par le nouveau gouverneur général espagnol, Don Carlos Carraja, a de graves conséquences sur les relations algéro-espagnoles.
La guerre de Succession d'Espagne offre aux Algériens une occasion propice pour se mobiliser et reprendre ces deux places fortes. Le 20 janvier 1708, Oran tombe aux mains du bey de l'Ouest, Mustapha Bouchelaghem, puis Mers-el-Kébir le 3 avril de la même année. Avec l’avènement des Bourbons sur le trône d’Espagne, l'une des priorités du gouvernement espagnol est de reprendre ces deux places, ce qui se concrétise le 1er juillet 1732 par une grande expédition militaire. Cette reconquête espagnole provoque une profonde crise politique à Alger. La victoire est célébrée avec un grand enthousiasme populaire dans les principales villes d’Espagne.
Lors de la seconde occupation, les Espagnols demeurent en quelque sorte inactifs, confinés derrière leurs remparts. En effet, Oran et Mers el Kebir ne connaissent aucun répit. Le bey Bouchelagham tente à deux reprises, avec l'aide du dey d'Alger, de récupérer ces places. Les tribus locales mènent régulièrement des attaques surprises et campent parfois des mois entiers dans les environs. Certaines années, on enregistre pas moins de cinq à six tentatives sérieuses.
Des négociations entre les deux pays concernant la restitution des deux places se déroulent entre 1785 et 1791. En 1786, un traité de paix algéro-espagnol est signé. Cependant, l'application de ce traité est contestée, en particulier concernant l'article XX, relatif à Oran et Mers-el-Kébir. Le tremblement de terre d'Oran en 1790 marque la reprise des hostilités avec le bey de Mascara, Mohamed el-Kebir. Finalement, de nouvelles négociations aboutissent à la restitution des deux places à la régence d'Alger. En 1792, le bey Mohammed El Kebir prend possession de la ville.

## Relations modernes

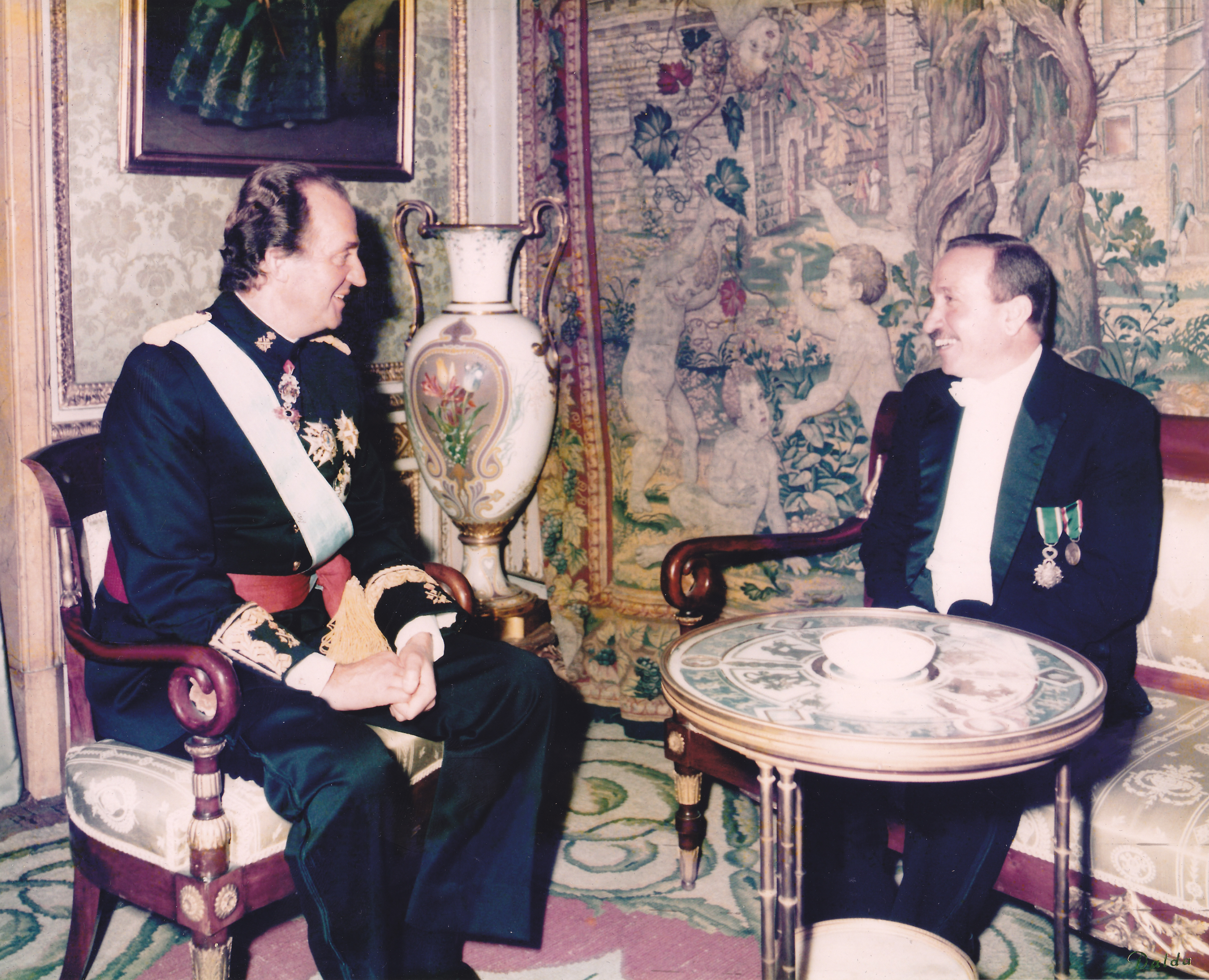
Juan Carlos Ier avec l'ambassadeur Djelloul Khatib en 1988.

La dictature franquiste a officiellement reconnu l'Algérie comme un État souverain en 1962 et a procédé à la nomination d’un ambassadeur. Les relations bilatérales de l'Espagne avec la république algérienne, qui n’étaient pas bonnes pendant le franquisme, connaîtront plus tard une crise en 1977-1978, quand l'Algérie, coupée des Accords tripartites de Madrid de 1975 sur le transfert de l'administration du Sahara occidental, est venue soutenir le Movimiento por la Autodeterminación e Independencia del Archipiélago Canario.
Les deux pays ont signé un traité d’amitié, de bon voisinage et de coopération le 8 octobre 2002 à Madrid,. Les deux États coopèrent sur les questions antiterroristes. L'équilibre triangulaire entre l'Algérie, le Maroc et l'Espagne influence la position espagnole sur le conflit du Sahara occidental. L'Algérie s'est engagée à respecter le référendum d'autodétermination, tout en appelant à un engagement plus ferme de l'Espagne à cet égard sur la base de la « responsabilité historique » de ce dernier.
Les deux pays ont renforcé leurs liens en 2013. L'Algérie et l'Espagne se sont positionnées comme des partenaires importants en 2015, restant liés « avec des relations fortes » à partir de 2017.
En mars 2022, les relations entre les deux pays se dégradent rapidement après que le gouvernement espagnol adopte un changement de position radical vis-à-vis du statut du Sahara occidental en apportant son soutien au plan d'autonomie marocain. En juin 2022, l'Algérie annonce suspendre le « traité d'amitié, de bon voisinage et de coopération ».
En février 2024, la visite programmée du ministre espagnol des Affaires étrangères, José Manuel Albares, en Algérie, a été reportée à la demande de son homologue algérien, Ahmed Attaf. Les motifs de ce report n'ont pas été dévoilés, mais cette visite aurait pu mettre fin à deux années de tensions entre les deux pays. Ces tensions ont émergé après la protestation de l'Algérie contre le soutien de l'Espagne au plan marocain d'autonomie pour le Sahara, comme exprimé dans une lettre officielle du Premier ministre Pedro Sánchez au roi Mohammed VI,,,,.
En refusant de recevoir le ministre espagnol, le président Abdelmadjid Tebboune semble vouloir s’en tenir à une normalisation a minima avec l’Espagne. Le chef de l’Etat algérien avait eu, en juin 2022, des propos durs à l’encontre du chef du gouvernement espagnol, Pedro Sanchez, qui a opéré un changement radical de la position de Madrid sur le conflit de Sahara occidental en qualifiant, le 18 mars 2022, le plan marocain de base la plus sérieuse, réaliste et crédible pour la résolution de ce différend,,.
Fin 2024, les relations commerciales entre l’Algérie et l’Espagne ont été rétablies.
Début 2025, dans un contexte de fortes tensions diplomatiques avec la France, l’Algérie et l’Espagne renforcent leur coopération dans plusieurs domaines. L’Espagne qualifie alors l’Algérie de « partenaire clé ». Le président Abdelmadjid Tebboune, a salué l’Espagne comme un « pays ami » en félicitant l’écrivain Yasmina Khadra pour l’obtention d’un prix international de littérature en Espagne.
En février, une première visite de haut niveau a eu lieu depuis le début de la crise : le ministre de l'Intérieur algérien s'est rendu à Madrid en visite officielle. Peu après, le Premier ministre algérien, Nadir Larbaoui, et le président du gouvernement espagnol, Pedro Sánchez, se sont rencontrés en marge de la 4e Conférence des Nations unies sur le financement du développement, organisée en Espagne.

## Relations économiques
L'Algérie est un fournisseur énergétique majeur de l'Espagne, notamment via le gazoduc Medgaz. Après une période de tensions diplomatiques, les échanges commerciaux ont repris progressivement début 2024. L'Algérie a d'abord importé des intrants destinés à la filière avicole, puis de la viande bovine, faisant de l'Espagne l'un de ses principaux fournisseurs dans ce secteur.
En mars 2024, pour préparer l'Aïd al-Adha 2025, l'Algérie a annoncé l'importation d'un million de têtes de moutons, en grande partie en provenance d'Espagne et de Roumanie.
D'après le ministre espagnol des Affaires étrangères, José Manuel Albares, les échanges commerciaux entre les deux pays ont bondi de 142 % en 2024 par rapport à 2023, signe d'une nette reprise des relations économiques bilatérales.